# Мастер Читта-ди-Кастелло

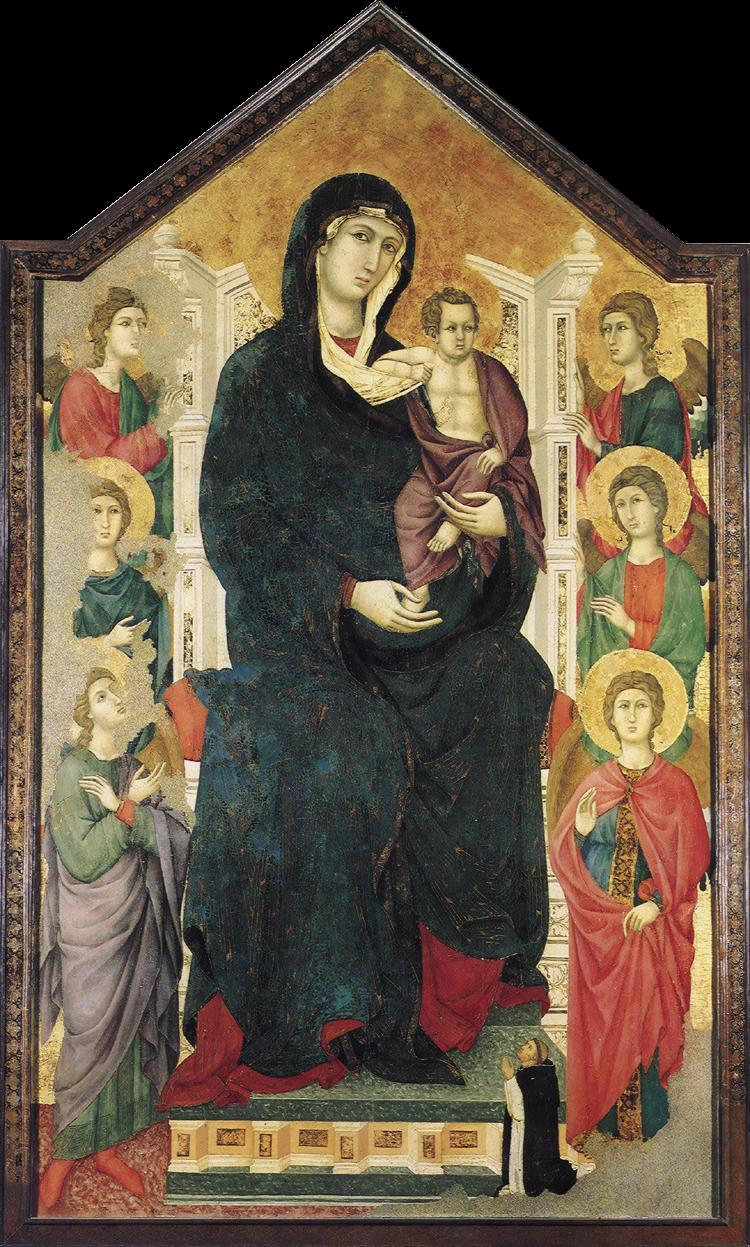
«Маэста» из Городского музея Читта-ди-Кастелло, давшая имя автору. Исследователи полагают, что в этой работе мастер копировал аналогичную работу Дуччо, которую тот создал в 1302 году для капеллы Нове в сиенской ратуше (не сохранилась)

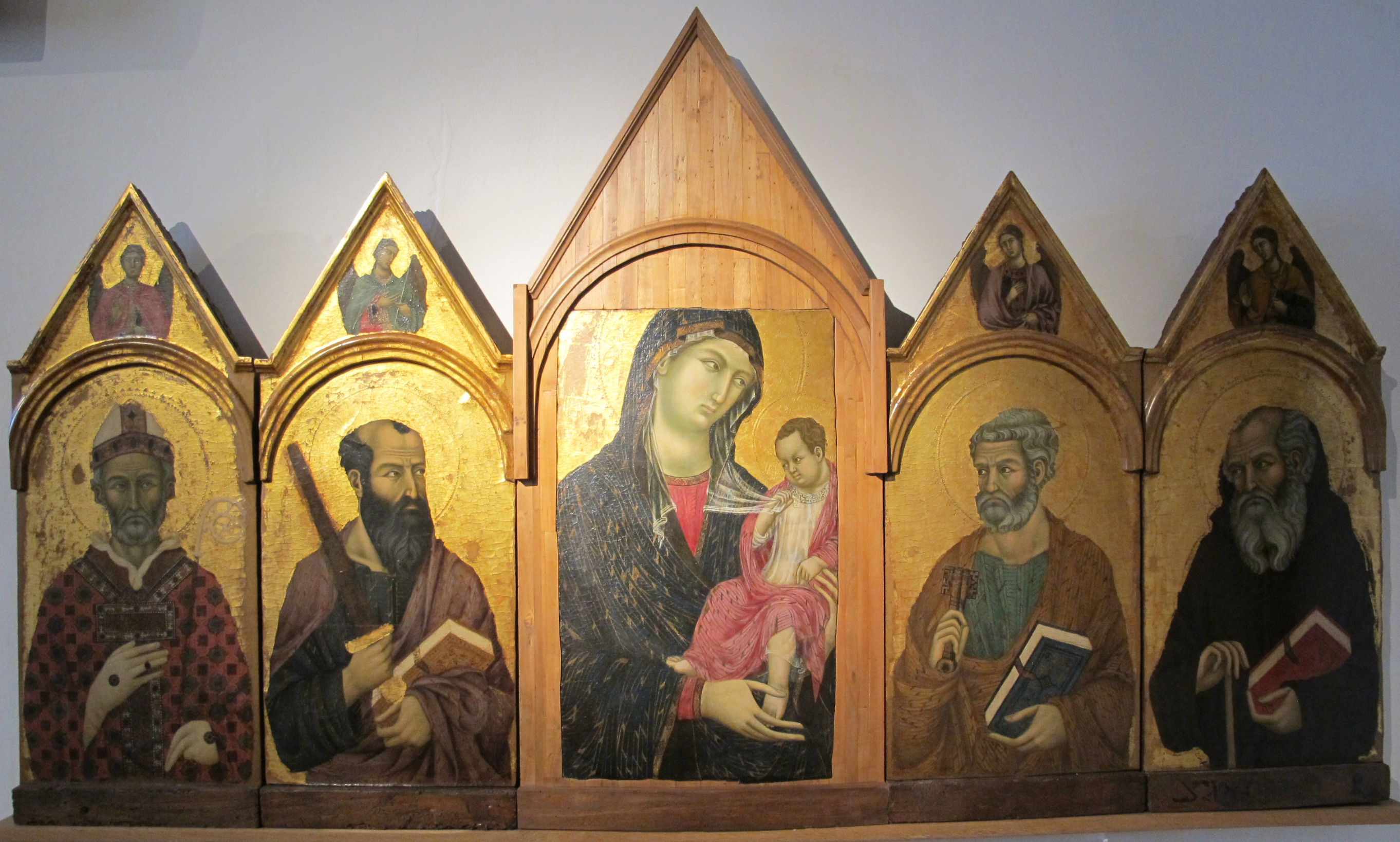
Мастер Читта-ди-Кастелло. Полиптих Монтеспеккио, 1307г, Пинакотека, Сиена

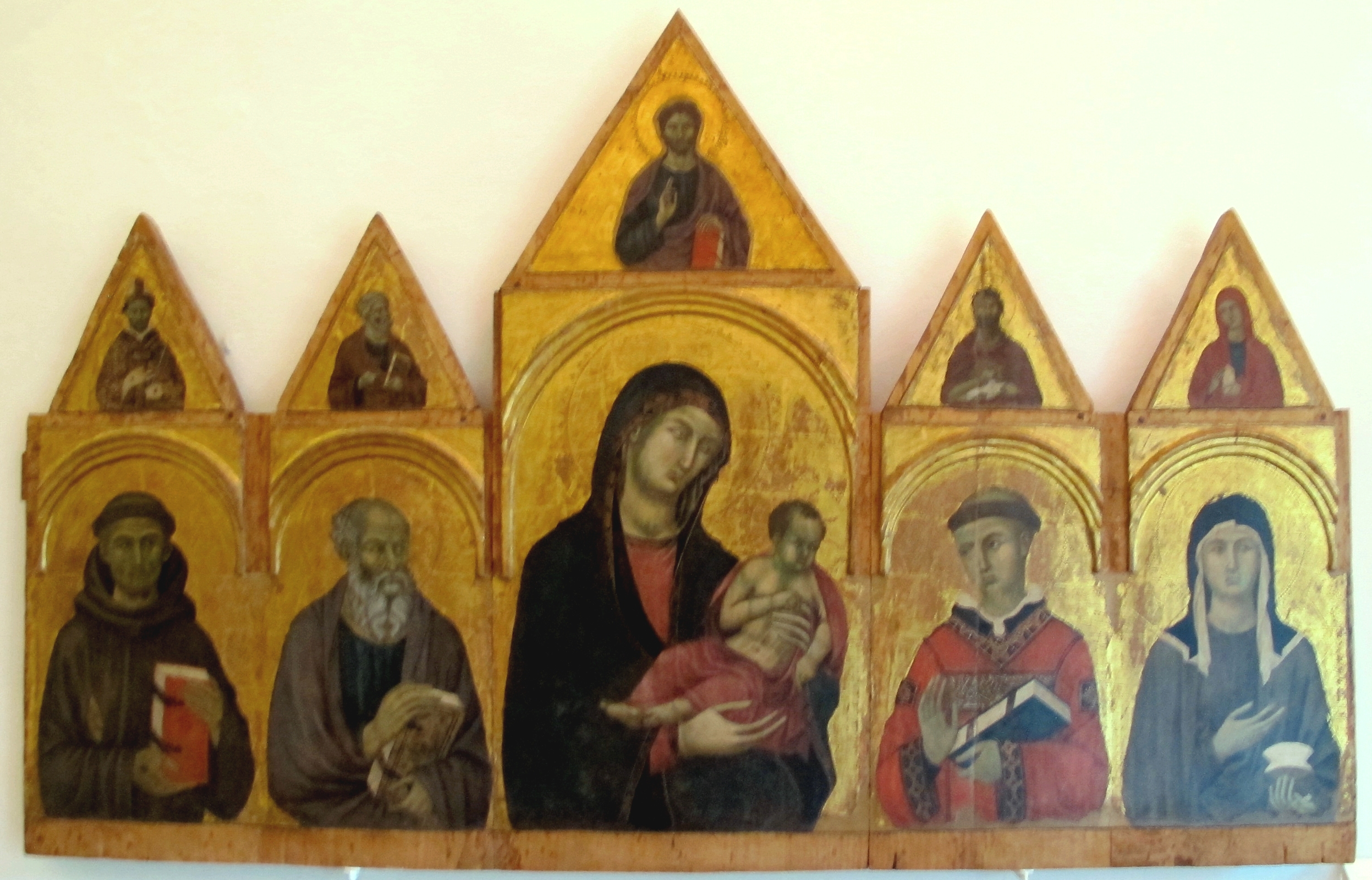
Мастер Читта-ди-Кастелло. Полиптих № 33 из Сиенской Пинакотеки

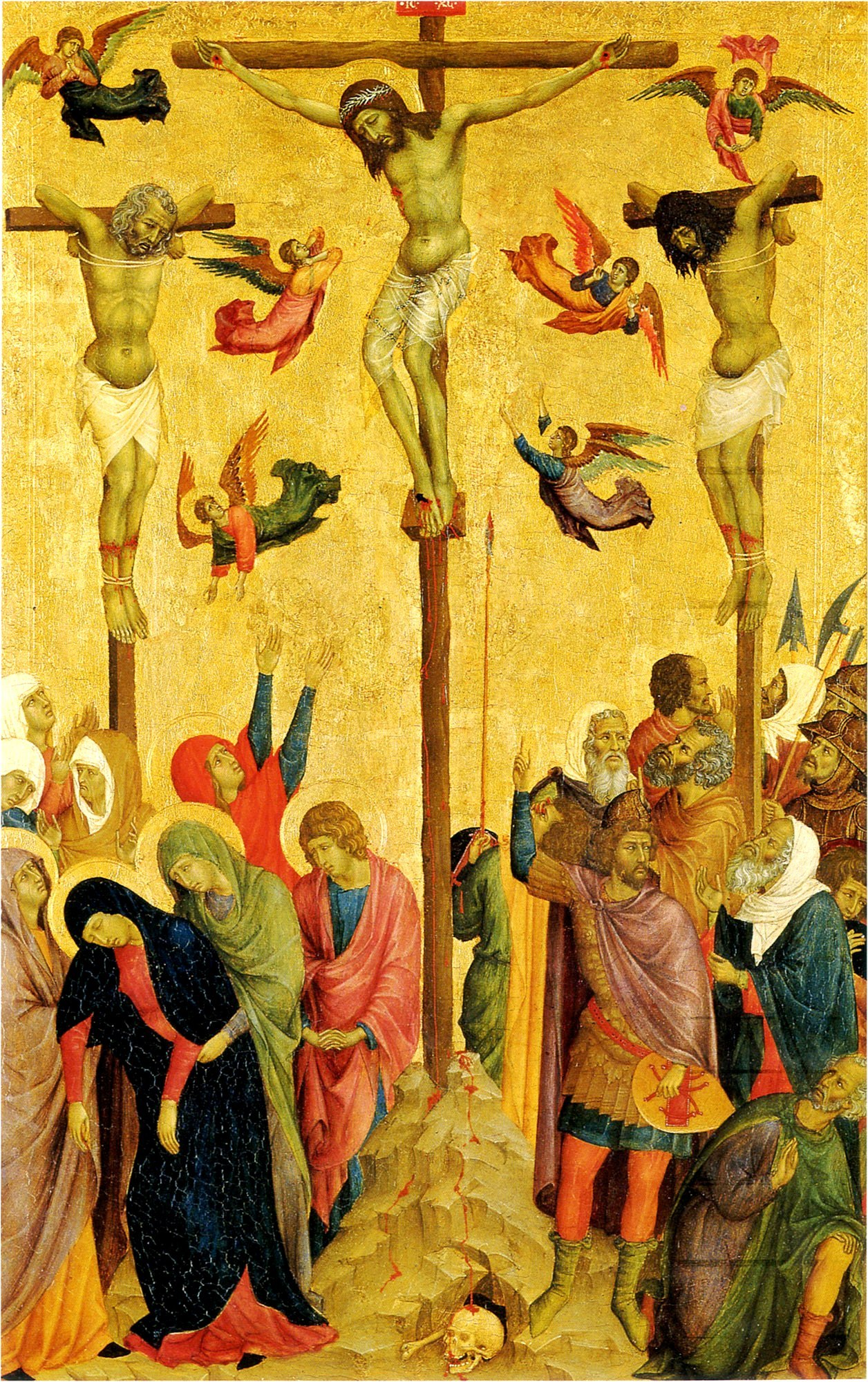
Мастер Читта-ди-Кастелло. «Распятие» ок. 1320 г. Манчестер, Галерея искусств

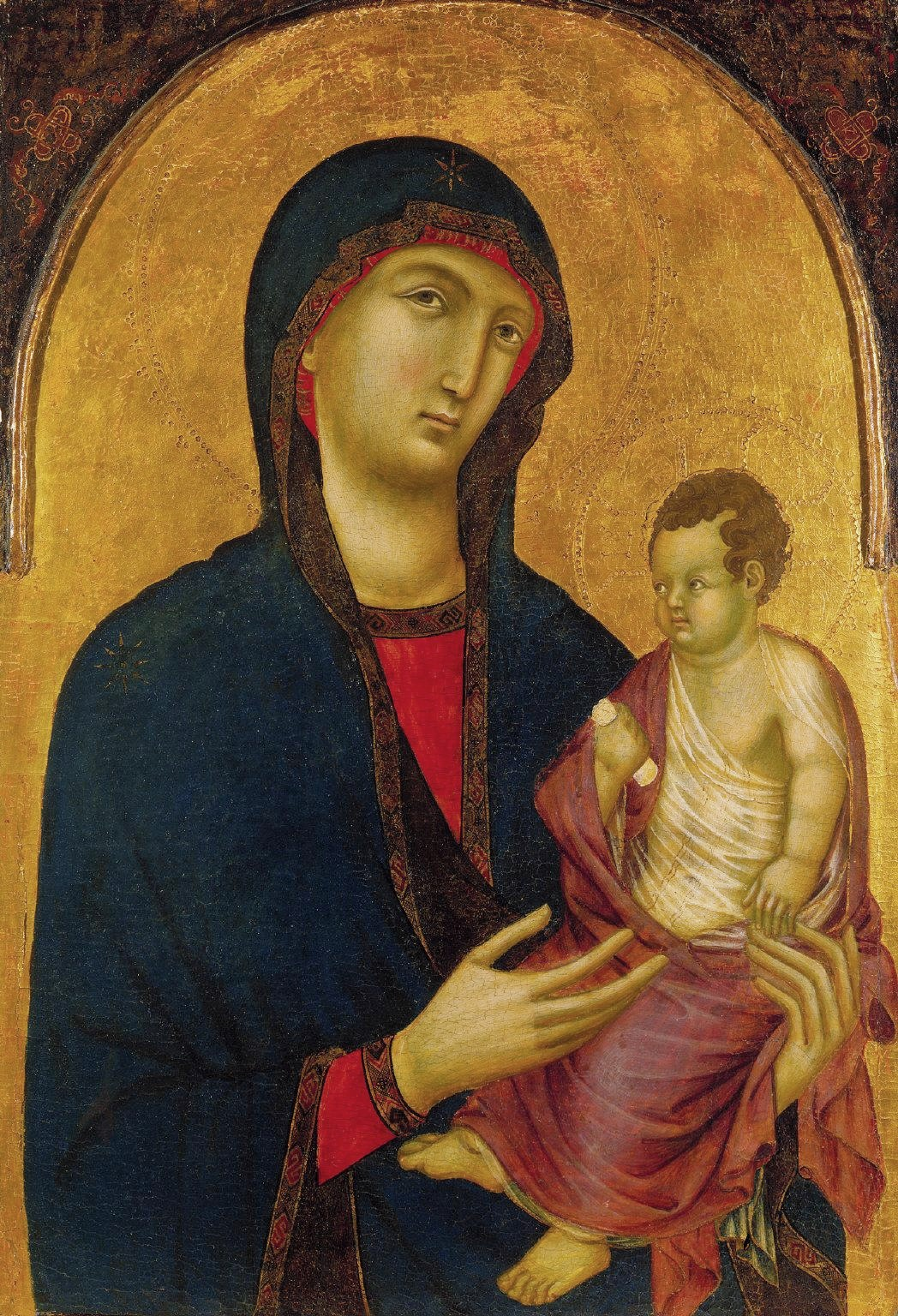
Мастер Читта-ди-Кастелло. Мадонна с Младенцем. Институт искусств, Детройт

Мастер Читта-ди-Кастелло (итал. Maestro di Citta di Castello; работал в Сиене в 1290—1320 гг.) — живописец итальянского проторенессанса.

## Происхождение имени и особенности творчества
В 1908 году американский историк искусства Фредерик Мэйсон Перкинс опубликовал исследование, в котором, сравнив три разных лика Мадонн (из полиптихa № 33, Сиенская пинакотека; фрагментарного изображения Мадонны в церкви Санта-Чечилия а Креволе, и большой картины «Маэста» из пинакотеки в Читта-ди-Кастелло, небольшого городка в Умбрии), пришёл к выводу, что все три принадлежат руке одного и того же анонимного художника, которого он окрестил именем «Мастер Читта-ди-Кастелло». Из стилевого анализа следовало, что этот живописец принадлежал к числу первых учеников прославленного сиенского мастера Дуччо ди Буонинсенья.
В дальнейшем, в ходе исследований, проводившихся в XX веке, каталог анонимного мастера пополнился целым рядом работ (сегодня их насчитывают порядка 20и), однако все эти атрибуции в той или иной мере предположительны, в приписанных мастеру произведениях наряду с чертами сходства есть и существенные различия. Проблему этих различий учёные пытаются разрешить, связав их с влиянием тех или иных новаций, имевших место в сиенской живописи конца XIII — начала XIV века. Так, например, «змеевидные» мазки при изображении бороды святых на некоторых картинах связывают с влиянием Симоне Мартини (ок. 1284 −1344), а это отодвигает верхнюю границу творчества Мастера-Читта-ди-Кастелло к 1330-м годам.
Проблема хронологии творчества мастера вызывала неоднократные дискуссии. Существует только одно его произведение, имеющее достоверную хронологическую атрибуцию — «Полиптих Монтеспеккио», который, судя по сохранившимся остаткам надписи, был выполнен в 1307 году. Все остальные работы не имеют точной датировки. Разные исследователи устанавливали разные хронологические рамки его произведениям, и в итоге, их усилиями творческий период мастера разросся от 1280-х до 1330-х годов, что вызывало серьёзные сомнения. Итальянский эксперт Алессандро Баньоли (2003) размещает творческую деятельность мастера между последними годами XIII века и двумя первыми десятилетиями XIV века.
Разные искусствоведы усматривали в творчестве мастера особые отличительные черты. Например, Джульетта Келацци Дини (1997) отмечает «замечательное чувство цвета, которое отличает его произведения от работ других учеников Дуччо». Алессандро Баньоли (2003) считает главной чертой то, что будучи последователем Дуччо он «…тонко понимал суть новаций Джотто, и это наряду с другими особенностями отдаляет его от творчества Дуччо». Отмечается также, что произведениям художника присущ больший драматизм, чем работам его учителя.

## Произведения
- 1.	«Маэста» (Городская пинакотека, Читта ди Кастелло).
- 2.	«Мадонна», фрагмент картины (Музей собора, Сиена)
- 3.	«Полиптих Монтеспеккио» (он же «Полиптих Креволе», так как его центральная панель «Мадонна с Младенцем» хранилась в церкви Санта-Чечилия а Креволе). Полиптих был давно расформирован, поэтому «Мадонна с Младенцем» ныне хранится в Музее собора, Сиена, а четыре боковые панели с изображениями святых Августина, Павла, Петра и Антония в сиенской Пинакотеке. На оборотной стороне центральной панели сохранилась полустёртая надпись, сообщающая, что образ был посвящён церкви Санта-Мария-ди-Монтеспеккио, и дата, позволяющая сделать вывод, что полиптих был готов к 16 апреля 1307 года.
- 4.	Полиптих № 33 из сиенской Пинакотеки. Состоит из пяти частей: Мадонна с младенцем, Св. Франциск, Св. Иоанн Богослов, Св. Стефан и Св. Клара. Все части полиптиха хранятся в сиенской Пинакотеке.
- 5.	Расформированный полиптих неизвестного происхождения, отдельные части которого:
- a.	«Мадонна с Младенцем» (Глиптотека, Копенгаген),
- b.	«Св. Пётр» (Галерея искусства Йельского Университета, Нью Хэвен),
- c.	«Св. Иоанн Креститель» (Галерея искусства Йельского Университета, Нью Хэвен),
- d.	«Св. Франциск» (Вавель, собрание Королевского замка)
- e.	«Св. Антоний Падуанский» (Музей Амедео Лиа, Специя).

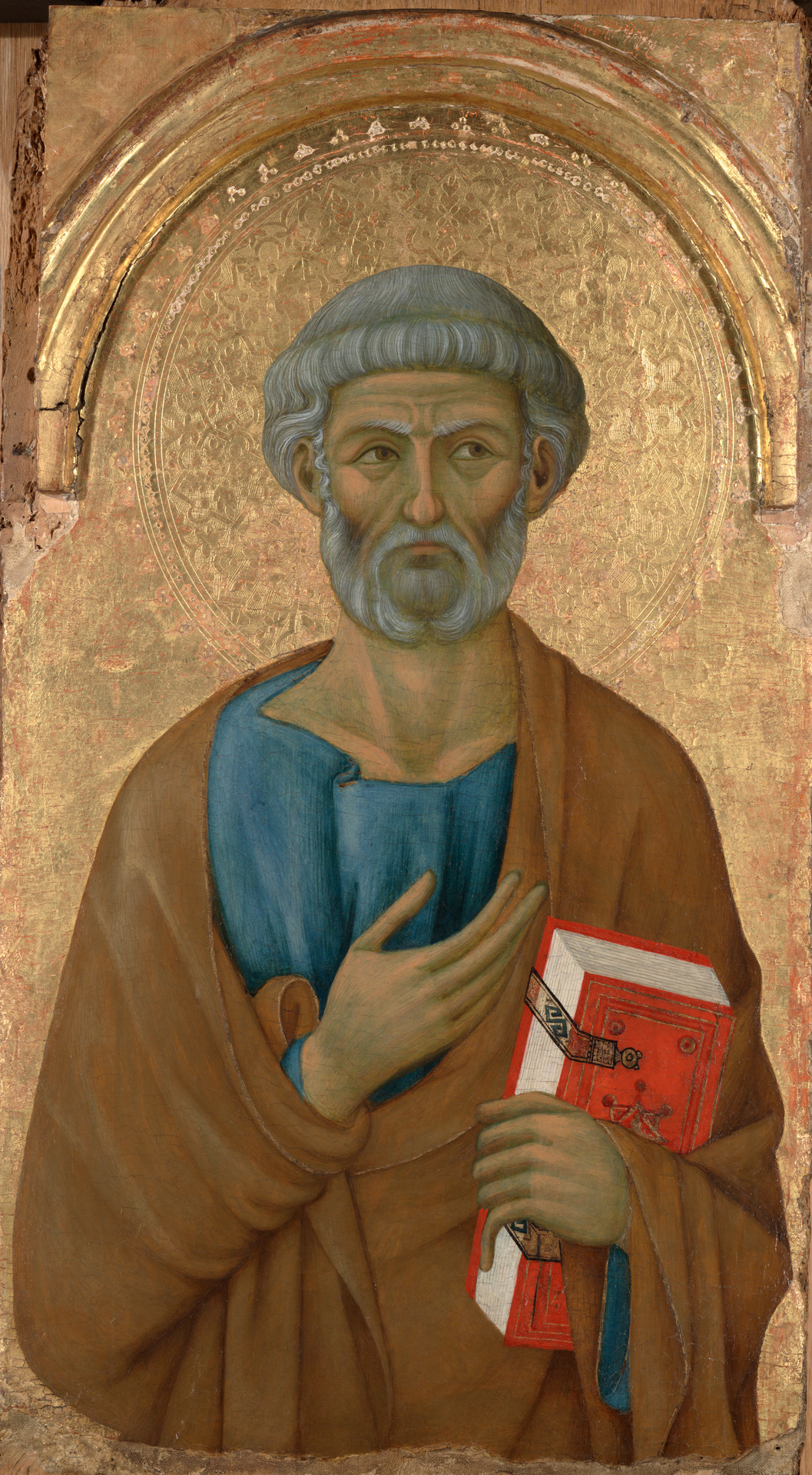
Св. Пётр. Деталь полиптиха. Галерея искусства Йельского Университета, Нью-Хэйвен
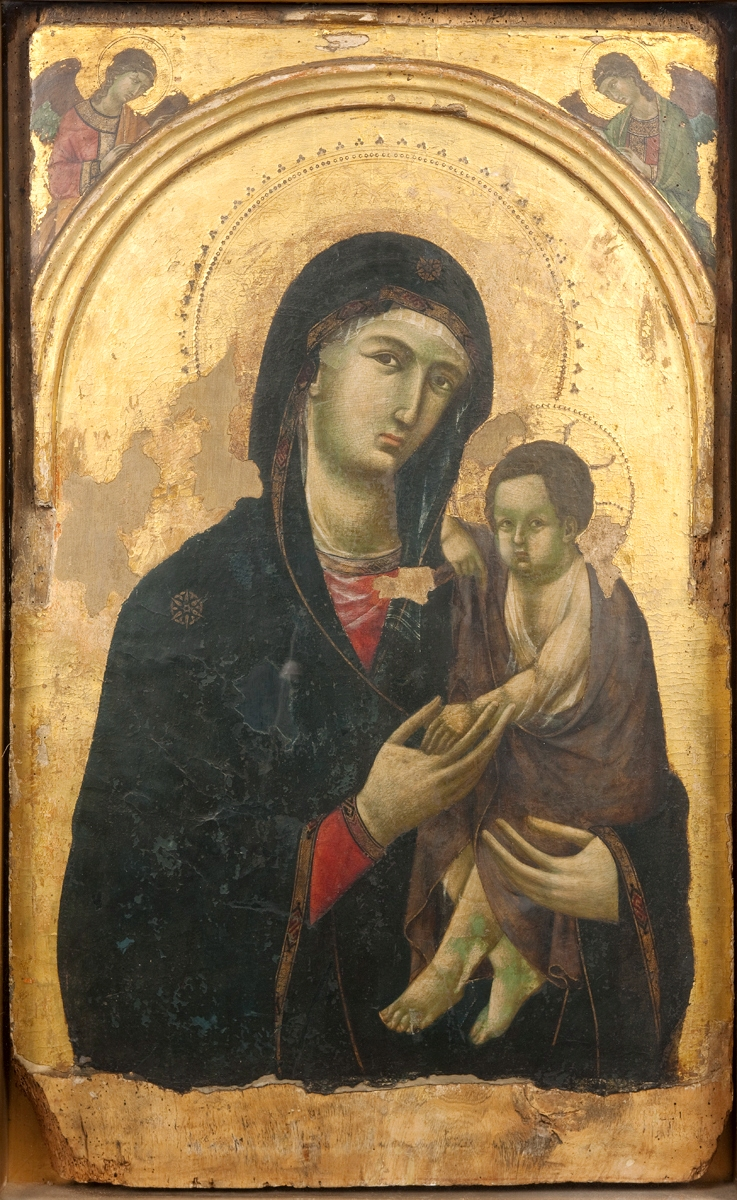
Мадонна с Младенцем. Деталь полиптиха. Глиптотека, Копенгаген
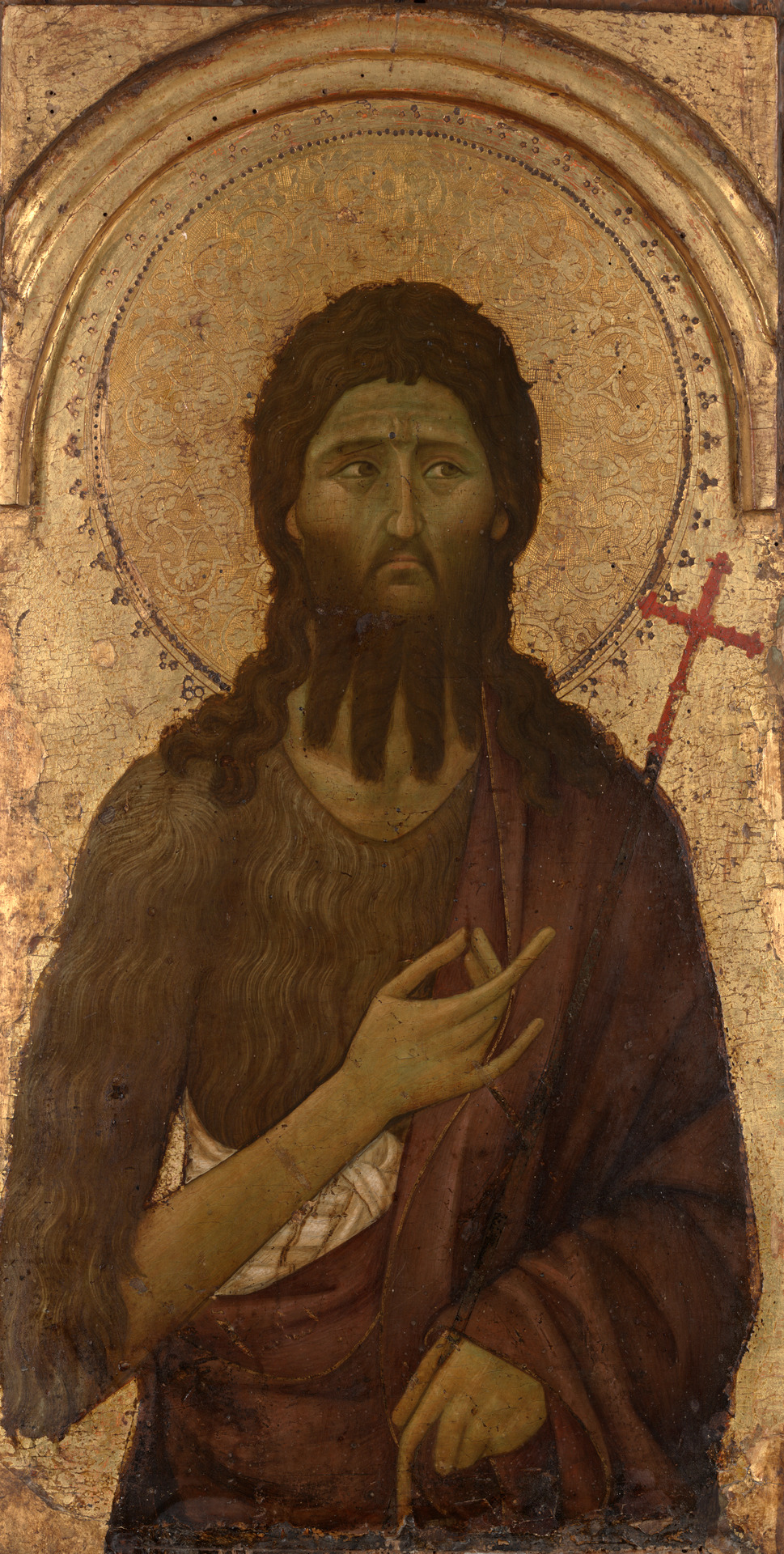
Св. Иоанн Креститель. Деталь полиптиха. Галерея искусства Йельского Университета, Нью-Хэйвен
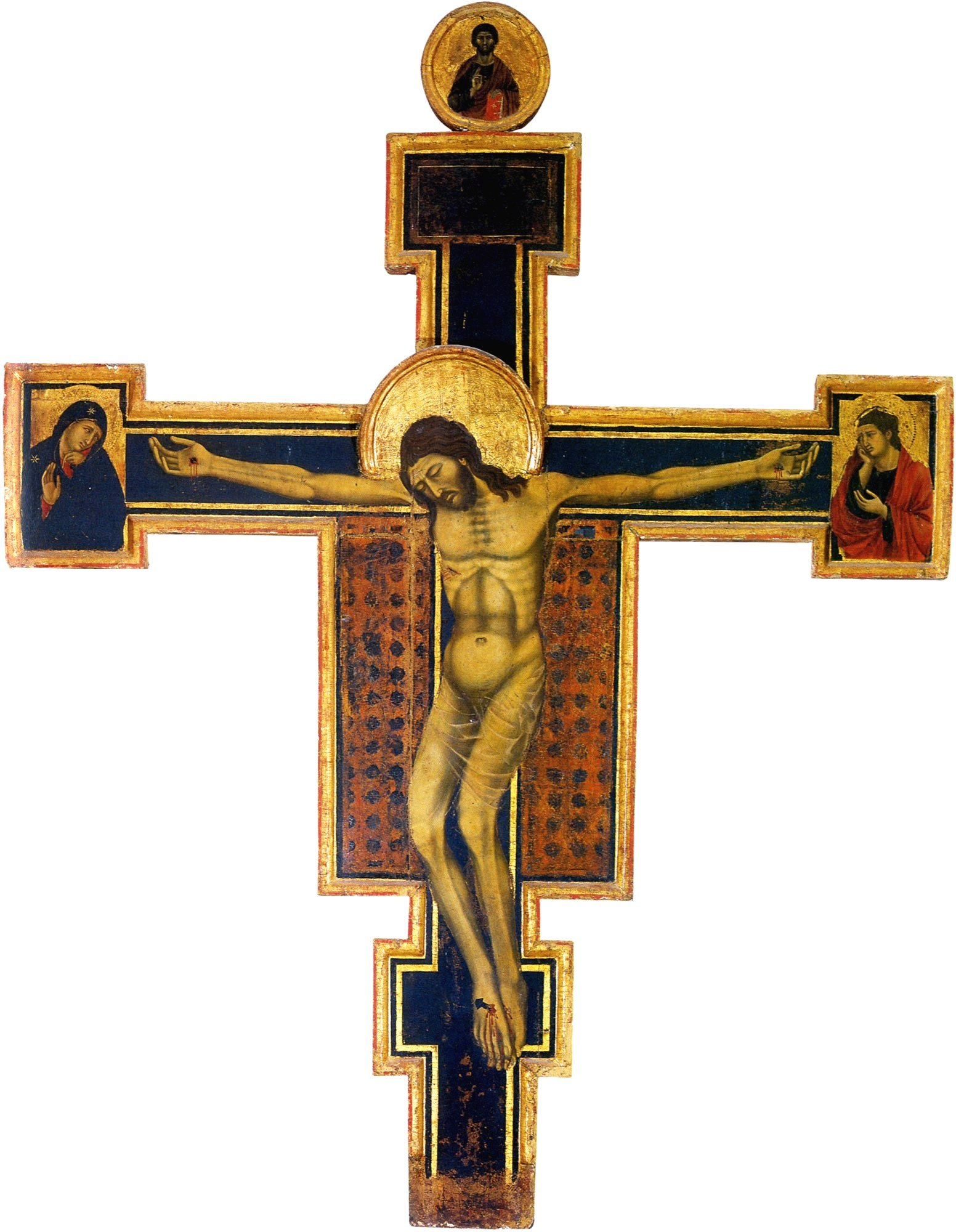
Расписной крест. ок. 1320 г., церковь Мадонна-делле-Грацие, Монтечерболи
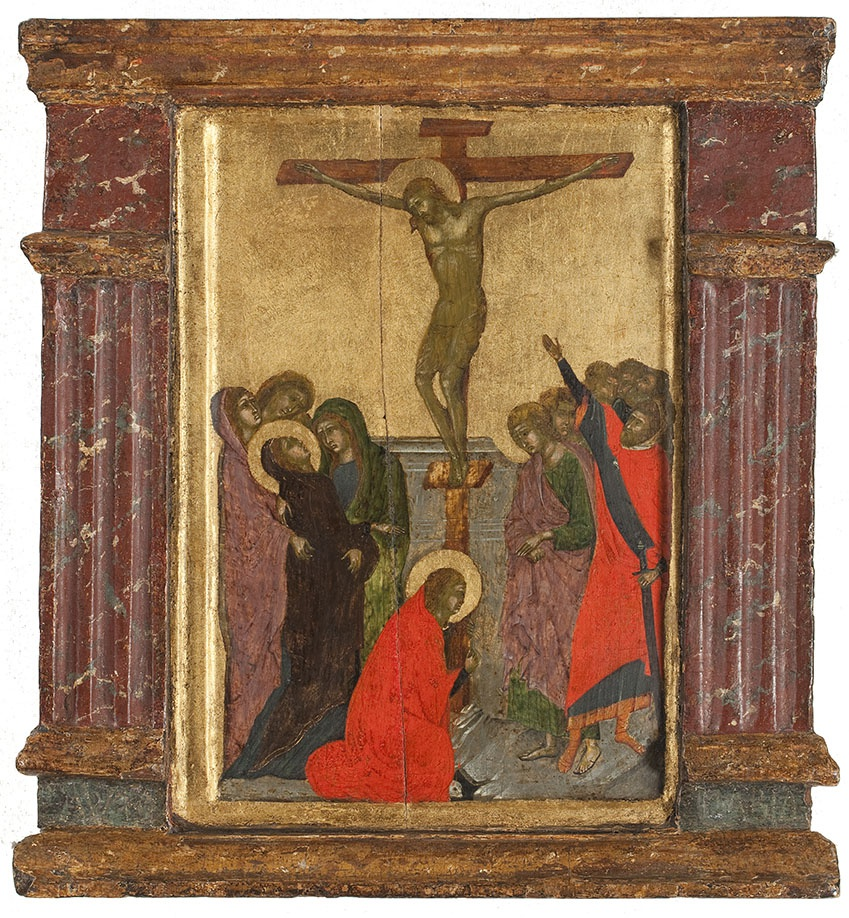
Распятие. Государственный музей христианского искусства, Катарийнеконвент, Утрехт

- 6.	«Распятие» (ранее находилось в собрании герцога Кроуфорда, ныне в Городской галерее, Манчестер)
- 7.	«Расписной крест» в церкви Мадонна-деле-Грацие в Монтечерболи
- 8.	«Мадонна с младенцем» (Детройт, Институт искусств); вероятно, когда-то была центральной частью неизвестного полиптиха.
- 9.	«Св. Пётр» (Коллекция Поуп Хенесси, Лондон) — деталь от неизвестного полиптиха.
- 10. Небольшой триптих: «Маэста» (в центре), на боковых створках «Распятие» и «Стигматизация св. Франциска» (Церковь Христа, Оксфордский университет)
- 11. Небольшая двусторонняя икона (20х29см); на одной стороне «Маэста», на другой «Распятие» (Государственный музей христианского искусства, Катарийнеконвент, Утрехт).
- 12. «Распятие с Богоматерью и Иоанном Богословом», навершие неизвестного полиптиха (Частное собрание).
- 13. «Мадонна с благословляющим младенцем» (Частное собрание)
- 14. «Мадонна с младенцем» (Собрание Салини, Сиена)
- 15. «Св. Лючия» (местонахождение неизвестно)
- 16. «Св. Епископ» (местонахождение неизвестно)
- 17. «Св. Франциск» (местонахождение неизвестно)